# Axel Schneppat
Axel Schneppat (* 1971 in Rostock) ist ein deutscher Kameramann für Dokumentar- und Spielfilme.

## Werdegang
Schneppat studierte Kamera an der Hochschule für Film und Fernsehen in Potsdam. Seit den 1990er Jahren ist er als Kameramann, überwiegend im Dokumentarfilm, tätig. 2000 wurde er mit dem Deutschen Kamerapreis (Förderpreis Dokumentation) für Havanna, mi amor ausgezeichnet.
Schneppat ist Mitglied der Deutschen Filmakademie.

## Filmografie (Auswahl)
- 2000: Havanna, mi amor (Dokumentarfilm)
- 2003: Schultze gets the blues
- 2006: Comrades In Dreams – Leinwandfieber
- 2009: Pink Taxi
- 2009: Du sollst nicht lieben
- 2009: Endstation der Sehnsüchte
- 2009: Die Anwälte – Eine deutsche Geschichte
- 2013: 11 Freundinnen
- 2013: As Time Goes By In Shanghai (Dokumentarfilm)
- 2015: Enklava
- 2016: Peter Handke – Bin im Wald. Kann sein, dass ich mich verspäte
- 2016: Ewa – Zwischen zwei Leben (Ewa)
- 2016: Mali Biues
- 2017: Drei Zinnen
- 2018: Im Schatten der Netzwelt (The Cleaners)
- 2018: Sunset Over Hollywood
- 2019: Das Auge Afrikas – Der Filmpionier Hans Schomburgk
- 2020: Garagenvolk
- 2021: Der Waldmacher
- 2021: Die Jagd nach Gaddafis Milliarden
- 2022: Tel Aviv – Beirut
- 2022: Igor Levit – No Fear
- 2023: Catching Fire: The Story of Anita Pallenberg
- 2023: Living Bach
- 2024: Ihr Jahrhundert – Frauen erzählen Geschichte